# Rechtsträgerprinzip
Das Rechtsträgerprinzip stammt aus dem deutschen Verwaltungsrecht und ist je nach Rechtsauffassung der Verwaltungsgerichte als Zulässigkeitsvoraussetzung einer verwaltungsgerichtlichen Klage (hauptsächlich in norddeutschen Ländern) oder als Passivlegitimation (hauptsächlich in süddeutschen Ländern) von Bedeutung. Gegenstück ist das sogenannte Behördenprinzip.

## Bedeutung
Verwaltungsträger der mittelbaren Staatsverwaltung sind als juristische Personen rechtlich selbständig und können daher vor den Verwaltungsgerichten selbst verklagt werden (§ 61 Nr. 1 Fall 2 VwGO). Für die unmittelbare Staatsverwaltung gilt hingegen das Rechtsträgerprinzip (§ 78 VwGO).
Das Rechtsträgerprinzip besagt, dass die Klage gegen einen Verwaltungsakt nicht gegen die rechtlich unselbständige Verwaltungseinheit Behörde zu richten ist, die den betreffenden Verwaltungsakt erlassen hat, sondern dass der Rechtsträger dieser Behörde richtiger Beklagter einer verwaltungsgerichtlichen Klage ist. Das ist regelmäßig die Körperschaft, der die Behörde angehört. Direkt ist dieser Grundsatz für Anfechtungs- und Verpflichtungsklagen in § 78 Abs. 1 Nr. 1 Verwaltungsgerichtsordnung (VwGO) geregelt. Für andere verwaltungsgerichtliche Klagen ist die Vorschrift aber analog anwendbar. In den einzelnen Ländern können abweichende Vorschriften bestehen. Das Behördenprinzip (§ 78 Abs. 1 Nr. 2 VwGO) ist beispielsweise in § 8 Abs. 2 Satz 1 Brandenburgisches Verwaltungsgerichtsgesetz geregelt. In Nordrhein-Westfalen galt es bis zum Inkrafttreten des Gesetzes zur Modernisierung und Bereinigung von Justizgesetzen im Land Nordrhein-Westfalen vom 26. Januar 2011.
Rechtsträger einer Behörde können demnach der Bund, ein Land oder eine andere rechtsfähige Körperschaft oder Anstalt des öffentlichen Rechts sein. Wendet sich der Kläger gegen einen Verwaltungsakt, der von einer kommunalen Gebietskörperschaft erlassen worden ist (kreisangehörige Gemeinde, kreisfreie Gemeinde, Landkreis als Kreisbehörde), so ist die Klage in jedem Fall gegen die Gebietskörperschaft selbst zu richten. Beruht der Verwaltungsakt auf einer Entscheidung eines staatlichen Landratsamtes als Kreisverwaltungsbehörde, der Regierung oder einer Landesbehörde, so ist das jeweilige Land zu verklagen.
Ausnahme
Im finanzgerichtlichen Verfahren ist die Klage direkt gegen die Behörde zu richten (§ 63 FGO).

### Unerheblichkeit der Falschbenennung
Richtet der Kläger die Klage in Unkenntnis des Rechtsträgerprinzips nicht gegen die Körperschaft, sondern gegen die Behörde, ist jedoch auch in den Ländern, die den richtigen Klagegegner als Zulässigkeitsvoraussetzung ansehen, nicht zwingend von einer Unzulässigkeit der Klage vor dem Verwaltungsgericht auszugehen. Nach weit verbreiteter Ansicht reicht nach § 78 Abs. 1 Nr. 1, 2. Hs VwGO bei der Klageerhebung gegen den Rechtsträger auch die Angabe der Behörde als Bezeichnung des Beklagten aus.